# Рудченкова, Катержина
Катержина Рудченкова (чеш. Kateřina Rudčenková, 12 апреля 1976, Прага) — чешская писательница.

## Биография
Закончила Консерваторию имени Ярослава Ежека и Чешский агротехнический университет. Дебютировала книгой стихов Людвиг (1999).

## Произведения

### Стихи
- Ludwig (1999)
- Není nutné, abyste mě navštěvoval (2001, нем. пер. 2002)
- Popel a slast (2004)
- Хождение по дюнам/ Chůze po dunách (2013, премия Magnesia Litera 2014 за лучшую поэтическую книгу года, )

### Проза
- Noci, noci (2004)

### Драмы
- Frau in Blau (2004)
- Niekur (2006)
- Время вишневого дыма/ Čas třešňového dýmu (2007)
- Zpacifikovaná (2009)

## Признание
Премия Губерта Бурды (2003). Премия Альфреда Радока (2006). Стихи и проза писательницы переведены на английский, немецкий, испанский, сербский, украинский языки.